# Liste der Stolpersteine in Berlin-Plänterwald
Die Liste der Stolpersteine in Berlin-Plänterwald enthält die Stolpersteine im Berliner Ortsteil Plänterwald im Bezirk Treptow-Köpenick, die an das Schicksal der Menschen erinnern, die im Nationalsozialismus ermordet, deportiert, vertrieben oder in den Suizid getrieben wurden. Die Tabelle erfasst insgesamt 10 Stolpersteine und ist teilweise sortierbar; die Grundsortierung erfolgt alphabetisch nach dem Familiennamen.
| Bild | Name               | Adresse und Koordinate () | Adresse und Koordinate () | Verlegedatum  | Leben |
| ---- | ------------------ | ------------------------- | ------------------------- | ------------- | --- |
|      | Karl Kurt Ernicke  | Moosdorfstraße 3          |                           | 9. Nov. 2023  | |
|      | Selma Gottfeld     | Rethelstraße 6a           | 52.484451 13.46566        | 7. Juni 2005  | Selma Gottfeld wurde am 15. Februar 1881 in Stargard/Saatzig/Pommern geboren. Am 15. August 1942 wurde sie aus Berlin nach Riga deportiert und dort nach der Ankunft am 18. August 1942 ermordet. |
|      | Arnold Graetz      | Puderstraße 22            | 52.48593 13.46467         | 10. Dez. 2007 | Arnold Graetz wurde am 13. Februar 1898 in Ritschenwalde geboren. Er war offensichtlich mit Jenny Graetz, die unter derselben Adresse wohnte, verwandt; der genaue Verwandtschaftsgrad kann heute jedoch nicht mehr ermittelt werden. Arnold Graetz wurde am 4. März 1943 mit dem 34. Osttransport nach Auschwitz deportiert worden, wo sein Tod für den 8. Mai 1943 vermerkt ist. |
|      | Jenny Graetz       | Puderstraße 22            | 52.48593 13.46467         | 10. Dez. 2007 | Jenny Graetz wurde am 11. April 1894 in Ritschenwalde geboren. Sie war offensichtlich mit Arnold Graetz, der unter derselben Adresse wohnte, verwandt; der genaue Verwandtschaftsgrad kann heute jedoch nicht mehr ermittelt werden. Außerdem findet sich in den Unterlagen zu Jenny Graetz auch ein Hinweis auf Erich Graetz (geboren am 22. Oktober 1892 in Ritschenwalde), zuletzt wohnhaft in Halensee Seesener Straße 50 mit seiner Frau Dorothea geborene Blumenthal, beide wurden am 26. Februar 1943 von dort deportiert und ermordet. Erich wohnte im Mai 1939 zur Volkszählung in der Puderstraße 22 und auch Karl Graetz (geboren am 2. März 1896 in Ritschenwalde), der am 27. März 1943 in Berlin-Wedding im Jüdischen Krankenhaus an Tuberkulose und Kreislaufschwäche gestorben ist. Die Eltern von Karl waren laut seiner Sterbeurkunde Wolf Graetz und Flora Graetz (geborene Ehrenfried), sehr wahrscheinlich waren alle vier Geschwister. Jenny Graetz arbeitete zuletzt bei der Firma Kurt Seidel in W 35 (Schöneberg). Sie wurde am 12. März 1943 mit dem 35. Osttransport nach Auschwitz deportiert, wo sie als verschollen gilt. |
|      | Henriette Jacobson | Am Treptower Park 49      |                           | 9. Nov. 2024  | |
|      | Hedwig Lustig      | Rethelstraße 6a           | 52.484452 13.46567        | 7. Juni 2005  | Hedwig Lustig wurde am 10. September 1885 in Stargard/Saatzig/Pommern mit dem Mädchennamen Gottfeld geboren, ihre Eltern waren Simon Gottfeld und Minna geborene Lichtenstein. Am 22. August 1919 hatte sie in Berlin den Kaufmann Leo Lustig geheiratet. Sie wurde als Zwangsarbeiterin bei einer Firma in Berlin-Weißensee als Schneiderin ausgebeutet. Hedwig wurde zusammen mit ihrem Mann Leo am 29. Januar 1943 aus Berlin in das KZ Auschwitz deportiert und ermordet. |
|      | Leo Lustig         | Rethelstraße 6a           | 52.484453 13.46567        | 7. Juni 2005  | Leo Lustig wurde am 22. August 1886 in Ratibor/Schlesien geboren, seine Eltern waren Nathan Lustig und Henriette geborene Möller. Am 22. August 1919 hatte er in Berlin Hedwig Gottfeld geheiratet. Er wurde als Zwangsarbeiter in der Bouchéstraße 12 bei der Firma Gustav Genschow & Co Abteilung Waffenfabrik ausgebeutet. Leo wurde zusammen mit seiner Frau Hedwig am 29. Januar 1943 aus Berlin in das KZ Auschwitz deportiert und ermordet. |
|      | Bertha Samson      | Moosdorfstraße 4          |                           | 9. Nov. 2023  | |
|      | Ingeborg Seelig    | Rethelstraße 6a           | 52.484449 13.46565        | 7. Juni 2005  | Ingeborg Seelig wurde am 11. Februar 1924 mit dem Mädchennamen Lustig in Berlin geboren, ihre Eltern waren Leo Lustig und Hedwig Lustig geborene Gottfeld. 1942 hatte sie im Alter von 18 Jahren Max Seelig geheiratet, sehr wahrscheinlich um nicht durch eine Deportation von ihm getrennt zu werden. Am 15. August 1942 wurde sie mit ihrem Mann Max aus Berlin nach Riga deportiert und dort nach der Ankunft am 18. August 1942 ermordet. |
|      | Max Seelig         | Rethelstraße 6a           | 52.48445 13.46566         | 7. Juni 2005  | Max Seelig wurde am 26. April 1921 Berlin geboren, seine Eltern waren Siegmund Seelig und die nichtjüdische Hedwig geborene Ebeling. Max war dadurch ein sogenannter Halbjude und nach den Nürnberger Gesetzen ein „Jüdischer Mischling ersten Grades“, im Mai 1939 gab er zur Volkszählung als Adresse die Nansenstraße 36 in Neukölln an und das Hachschara-Lager am Damlacker Weg in Havelberg/Brandenburg. Sein Vater starb am 17. August 1939 durch Herztod, seine Frau erklärte laut ihrer Heiratsurkunde am 18. August 1939 den Austritt aus der Jüdischen Gemeinde zu Berlin. Auf der Heiratsurkunde seiner Eltern findet sich auch der Eintrag, dass Max 1942 in Berlin-Treptow geheiratet hatte. Am 15. August 1942 wurde Max Seelig mit seiner Frau Ingeborg aus Berlin nach Riga deportiert und dort nach der Ankunft am 18. August 1942 ermordet. |